# 4 (álbum)
4 es el cuarto álbum de estudio de la banda estadounidense The Red Jumpsuit Apparatus. Su lanzamiento fue el 4 de julio de 2014.

## Listado de canciones
| N.º | Título                          | Duración |  |
| 1.  | «Grimm 2.0»                     | 8:54     |  |
| 2.  | «Not My Style»                  | 2:49     |  |
| 3.  | «Other Side»                    | 3:17     |  |
| 4.  | «Who Do You Work For?»          | 2:03     |  |
| 5.  | «California»                    | 3:08     |  |
| 6.  | «The Right Direction»           | 3:08     |  |
| 7.  | «It Was You»                    | 3:02     |  |
| 8.  | «Ignorance Is Bliss»            | 2:48     |  |
| 9.  | «You're the Mocking Jay»        | 3:12     |  |
| 10. | «I Know, Right?»                | 2:52     |  |
| 11. | «JIMRS (Jesus Is My Rock Star)» | 4:34     |  |